# 1992 UL
1992 UL är en asteroid i huvudbältet som upptäcktes den 19 oktober 1992 av de båda japanska astronomerna Seiji Ueda och Hiroshi Kaneda i Kushiro.
Asteroiden har en diameter på ungefär 4 kilometer och den tillhör asteroidgruppen Flora.